# Homaxinella balfourensis
Espèce
Homaxinella balfourensis est une espèce d'éponges de la famille des Suberitidae.

## Répartition
On trouve cette espèce aux abords de l'Antarctique et jusqu'aux îles Kerguelen.